# 吳宣
吳宣（1427年—？），字彥明，直隸鎮江府丹徒縣人，明朝政治人物。進士出身。

## 生平
景泰元年（1450年）庚午科應天府鄉試第一百四十一名。天順四年（1460年）庚辰科會試第六十六名，殿試登進士第二甲第二十一名。

## 家族
曾祖父吳仁二。祖父吳興七。父亲吳貴。